# Shennong (köpinghuvudort i Kina, Shaanxi, lat 34,34, long 107,12)
Shennong är en köpinghuvudort i Kina. Den ligger i provinsen Shaanxi, i den nordvästra delen av landet, omkring 160 kilometer väster om provinshuvudstaden Xi'an. Antalet invånare är 23 277. Befolkningen består av 11 338 kvinnor och 11 939 män. Barn under 15 år utgör 14,0 %, vuxna 15-64 år 78 %, och äldre över 65 år 6,0 %.
Runt Shennong är det tätbefolkat, med 550 invånare per kvadratkilometer. Närmaste större samhälle är Maying, 10,3 km öster om Shennong. I omgivningarna runt Shennong växer i huvudsak blandskog.
Genomsnittlig årsnederbörd är 754 millimeter. Den regnigaste månaden är september, med i genomsnitt 159 mm nederbörd, och den torraste är december, med 2 mm nederbörd.